# Estadio Silkeborg
El estadio Silkeborg  (en danés: Silkeborg Stadion), más tarde conocido como Mascot Park por motivo de patrocinio, fue un estadio de fútbol danés en la ciudad de Silkeborg, ubicada en el centro de Jutland. Fue la sede del club Silkeborg IF, que juega en la Superliga Danesa, hasta la apertura del JYSK Park en 2017.
La pista fue fundada en 1925, y en 1943 también fue una casa de estadio construida con vestidores primitivos. Para estas fechas, el Silkeborg Stadium se usaba tanto para fútbol como para atletismo, con una pista para correr alrededor del campo. La antigua casa del estadio, construida en estilo suizo con balcones, siguió siendo parte del estadio, aunque se agregaron nuevas y modernas instalaciones. Los jugadores corren en la pista de las puertas del edificio del estadio. Cuándo Silkeborg SI logró el éxito en la década de 1990, fue necesario modernizar el estadio y las gradas consistieron principalmente en asientos cubiertos. La sección de distancia no tenía ningún asiento en absoluto. En el año 2000 se eliminó la pista de atletismo que circundaba todo el campo de juego. Los eventos de atletismo fueron reubicados en el Estadio de Atletismo de Silkeborg. El estadio tenía una capacidad para albergar a  10.000 espectadores, con aproximadamente 5.500 asientos. El récord de asistencia se estableció en 1995, cuando 12.288 personas vieron el partido entre Silkeborg IF y Brøndby IF. El tamaño del campo de juego era de 105 x 68 metros y la iluminación era de 1.400 lux. En 2012, el estadio pasó a llamarse Mascot Park hasta finales de 2013.
En 2017, Silkeborg IF se mudó a un nuevo estadio, el JYSK Park. El estadio de Silkeborg fue demolido en agosto de 2017 y fue reemplazado por el nuevo estadio denominado JYSK Park construido en la misma ciudad danesa de Silkeborg inaugurado el 31 de julio de 2017.